# Champigny-le-Sec
Champigny-le-Sec là một xã Pháp, tọa lạc ở tỉnh Vienne et la région Nouvelle-Aquitaine, Pháp. Xã này có diện tích 24,31 km², dân số năm 2006 là 1000 người. Xã nằm ở khu vực có độ cao trung bình 123 m trên mực nước biển.

## Biến động dân số
| Năm    | 1962 | 1968 | 1975 | 1982 | 1990 | 1999 | 2006 |
| ------ | ---- | ---- | ---- | ---- | ---- | ---- | ---- |
| Dân số | 747  | 804  | 789  | 786  | 796  | 800  | 1000 |